# 1970 en basket-ball
Chronologie du basket-ball
1969 en basket-ball - 1970 en basket-ball - 1971 en basket-ball
Les faits marquants de l'année 1970 en basket-ball

## Récompenses des joueurs enNBA

### Meilleur joueur de la saison régulière  (MVP)
| - Willis Reed, New York Knicks. |

### Meilleur joueur de la finale NBA
| - Willis Reed, New York Knicks. |

## Décès
- 6 avril : Maurice Stokes, basketteur américain
- 10 août : Joe Lapchick, basketteur américain